# Verticale et surface de niveau
Verticale et surfaces de niveau mettent en évidence les dénivellations affectant un territoire géographique lorsqu'il est représenté sur un plan.  La verticale d'un point de la surface est une ligne imaginaire traversant ce point et dirigé vers le bas, suivant la pesanteur.  Les courbes de niveau sont les tracés formés sur la surface par ses intersections avec des plans perpendiculaires à la verticale et espacés à des altitudes régulières ; chacun de ces plans est l'approximation locale d'une surface de niveau (étendue à toute la Terre).

## Verticale et pesanteur
La verticale, en un lieu repéré par un point {\displaystyle P} sur la surface terrestre ou dans son voisinage, est définie par la direction de la pesanteur {\displaystyle {\vec {g}}(P)} en {\displaystyle P}, et matérialisée par la direction d'un fil à plomb suspendu en {\displaystyle P} ou par l'axe « vertical » d'un niveau optique mise en station au point {\displaystyle P}. La pesanteur s'obtient en prenant le gradient du potentiel de pesanteur {\displaystyle U(P)}, somme des potentiels gravifique {\displaystyle V(P)} et axifuge {\displaystyle Z(P)}, au point {\displaystyle P}. Selon qu'on décide par convention d'orienter la verticale vers l'intérieur de la Terre ou vers l'extérieur, le vecteur unitaire fournissant l'orientation de la verticale du lieu est fourni par {\displaystyle {\vec {n}}=g^{-1}\nabla U(P)} ou {\displaystyle {\vec {n}}=-g^{-1}\nabla U}, respectivement. Le symbole {\displaystyle \nabla } (nabla) désigne l'opérateur gradient, qui en coordonnées cartésiennes {\displaystyle (x_{1},x_{2},x_{3})} peut s'écrire {\displaystyle \nabla \equiv {\tfrac {\partial }{\partial x_{1}}}{\vec {e}}_{1}+{\tfrac {\partial }{\partial x_{2}}}{\vec {e}}_{2}+{\tfrac {\partial }{\partial x_{3}}}{\vec {e}}_{3}}, {\displaystyle {\vec {e}}_{i}} désignant un vecteur unitaire orienté positivement le long de l'axe {\displaystyle Ox_{i}}. 

## Gradient du potentiel de pesanteur et dérivée dans une direction
Le gradient du champ scalaire {\displaystyle U} est un champ vectoriel, en l'occurrence le champ de pesanteur {\displaystyle {\vec {g}}}. Le potentiel de pesanteur {\displaystyle U} étant une fonction du point {\displaystyle P}, le voisinage de {\displaystyle P} peut être décrit par un petit vecteur {\displaystyle {\vec {\Delta r}}} joignant {\displaystyle P} à tout point voisin {\displaystyle Q}. Le taux de croissance de la fonction {\displaystyle U} sera en général différent selon la direction et le sens de {\displaystyle {\vec {\Delta r}}}, et nous pouvons écrire comme suit le taux de croissance de {\displaystyle U(P)} dans la direction caractérisée par le vecteur unitaire {\displaystyle {\vec {e}}} :   
et définir la dérivée du potentiel de pesanteur {\displaystyle U(P)} dans la direction du vecteur unitaire {\displaystyle {\vec {e}}} par 
Lorsque le vecteur unitaire {\displaystyle {\vec {e}}} possède la direction et le sens d'un axe du trièdre de référence, soit {\displaystyle Ox_{i}} orienté selon le vecteur unitaire {\displaystyle {\vec {e}}_{i}}, ceci permet de définir les dérivées partielles
Constatons toutefois que ces dérivées partielles ne sont pas très intéressantes car elles dépendent manifestement du choix du système de référence et ne sont donc pas des quantités scalaires. Par contre, les dérivées dans une direction représentent des fonctions scalaires, le système de référence n'intervenant pas dans leur définition. 
On démontre en analyse mathématique, par exemple en se basant sur la formule des accroissements finis, que 
où {\displaystyle e_{1}}, {\displaystyle e_{2}}, {\displaystyle e_{3}} sont les composantes du vecteur unitaire {\displaystyle {\vec {e}}} ou encore, ce qui est équivalent, les cosinus directeurs de l'axe dans la direction duquel on dérive. Cette dernière formule indique que la dérivée de {\displaystyle U} dans la direction du vecteur unitaire {\displaystyle {\vec {e}}} s'obtient en formant un produit scalaire, à savoir 

## Surface de niveau
La formule précédente a des conséquences fort intéressantes. En effet, si {\displaystyle \varphi } désigne l'angle entre la direction du gradient du potentiel de pesanteur {\displaystyle U} (donc la direction de la verticale) et la direction {\displaystyle {\vec {e}}}, la dérivée {\displaystyle {\tfrac {\mathrm {d} U}{\mathrm {d} e}}} du potentiel de pesanteur le long de {\displaystyle {\vec {e}}} peut s'écrire 
Ainsi, si {\displaystyle {\vec {e}}} est parallèle à la direction de la verticale en {\displaystyle P} (c'est-à-dire {\displaystyle \varphi =0} ou {\displaystyle \varphi =180^{\circ }}), {\displaystyle \left|{\tfrac {\mathrm {d} U}{\mathrm {d} e}}\right|} est maximum et vaut {\displaystyle g}, et si {\displaystyle {\vec {e}}} est perpendiculaire à la verticale en {\displaystyle P} (c'est-à-dire {\displaystyle \varphi =90^{\circ }} ou {\displaystyle \varphi =270^{\circ }}), {\displaystyle {\tfrac {\mathrm {d} U}{\mathrm {d} e}}=0}. En d'autres termes, le taux de variation du potentiel de pesanteur est maximum en valeur absolue dans la direction de la verticale, et nul dans une direction contenue dans le plan perpendiculaire à la verticale en {\displaystyle P}. Ce plan est donc tangent en {\displaystyle P} à la surface 
qu'on appelle surface de niveau. Pour un point arbitraire, la pesanteur {\displaystyle {\vec {g}}}, autrement dit le gradient du potentiel de pesanteur {\displaystyle U}, est donc normale à la surface de niveau passant par ce point. Comme le potentiel de pesanteur reste constant sur une surface de niveau, on parle aussi d'une surface équipotentielle du champ de pesanteur.